# Mohamed al-Sayid
Mohamed 'Assam Abdulhamid al-Sayid Ismail (in arabo محمد عصام عبدالحميد السيد إسماعيل‎?; 28 ottobre 1958) è un ex cestista egiziano.

## Carriera
Con l'Egitto ha disputato i Giochi olimpici di Seul 1988.